# Pablo Aja
Pablo Aja Fresnedo (ur. 28 stycznia 1986 w Puebli) – meksykański piłkarz pochodzenia hiszpańskiego występujący na pozycji ofensywnego pomocnika.

## Kariera klubowa
Aja jest wychowankiem drugoligowego zespołu Puebla FC. Do seniorskiej drużyny został włączony wiosną 2007 przez trenera José Luisa Sáncheza. W pierwszej drużynie Puebli zadebiutował 18 lutego 2007 w zremisowanym 0:0 spotkaniu z zespołem rezerw Amériki – Socio Águila. Rozegrał wówczas pierwsze 45 minut meczu. Po upływie pół roku Aja awansował z Pueblą do Primera División. Jego pierwszym spotkaniem na najwyższym szczeblu rozgrywek była wygrana 3:0 konfrontacja z Tigres UANL, rozegrana 30 sierpnia 2007.
Latem 2011 Aja podpisał kontrakt z drugoligowym Club León.